# Mills (Familienname)
Mills ist ein englischer Familienname.

## Herkunft und Bedeutung
Mills ist die englischsprachige Variante des deutschen Familiennamens Müller. Es handelt sich hierbei um einen Berufs- bzw. Wohnstättennamen.

## Namensträger

### A
- Alan Mills (Sänger) (1912–1977), kanadischer Folksänger und Schauspieler
- Alan Mills (Tennisspieler) (1935–2024), britischer Tennisspieler
- Alan Mills (Komponist) (* 1964), irischer Komponist
- Alan Mills (Schriftsteller) (* 1979), guatemaltekischer Schriftsteller und Lyriker
- Albert Leopold Mills (1854–1916), US-amerikanischer Offizier
- Alec Mills (1932–2024), britischer Kameramann
- Alena Mills (Alena Polenská; * 1990), tschechische Eishockeyspielerin
- Alexander Mills (1885–1964), australischer Jurist und Autor
- Alexandria Mills (* 1992), US-amerikanisches Model
- Alfred Mills (1881–1936), deutscher Fußballspieler, Berliner Meister 1910 & 1912
- Alice Mills (* 1986), australische Schwimmerin
- Alley Mills (* 1951), US-amerikanische Schauspielerin

### B
- Barbara J. Mills (* 1955), US-amerikanische Archäologin und Anthropologin
- Barry Mills (1948–2018), US-amerikanischer Krimineller
- Billy Mills (* 1938), US-amerikanischer Leichtathlet
- Bree Mills (* 1981/82), US-amerikanische Regisseurin, Drehbuchautorin und Filmproduzentin
- Brian Mills (1933–2006), britischer Regisseur

### C
- Charles Mills (Historiker) (1788–1826), britischer Historiker
- Charles Mills, 1. Baronet (1792–1872), britischer Politiker und Direktor der Britischen Ostindien-Kompanie
- Charles Mills, 1. Baron Hillingdon (1830–1898), britischer Politiker
- Charles Mills (Mediziner) (Charles Karsner Mills; 1845–1930), US-amerikanischer Neurologe
- Charles Mills (Komponist) (1914–1982), US-amerikanischer Komponist
- Charles Mills (Marineoffizier) (Charles Piercy Mills; 1914–2006), britischer Vizeadmiral und Gouverneur von Guernsey
- Charles Mills (Kameramann), Kameramann
- Charles Henry Mills (1873–1937), US-amerikanischer Komponist
- Charles Houghton Mills (1843–1923), neuseeländischer Politiker
- Charles Thomas Mills (1887–1915), britischer Politiker und Soldat
- Charles William Mills, 2. Baron Hillingdon (1855–1919), britischer Politiker
- Charles Wright Mills (1916–1962), US-amerikanischer Soziologe
- Charles W. Mills (1951–2021), jamaikanischer Philosoph
- Charlie Mills (1888–1972), deutscher Trabrennfahrer, Züchter und Trainer
- Charlie Mills (Boxer), britischer Boxer
- Charlie Mills (Drehbuchautor), britischer Drehbuchautor und Regisseur
- Charlie Mills (Musiker) (* 1962), US-amerikanischer Schlagzeuger
- Clark Mills (Bildhauer) (1810–1883), US-amerikanischer Bildhauer
- Clark Mills (Bootsbauer) (1915–2001), US-amerikanischer Bootsbauer
- Connor Mills (* 1998), deutscher Kinderdarsteller
- Cory Mills (* 1980), US-amerikanischer Politiker
- Crispian Mills (* 1973), britischer Rocksänger und Musiker

### D
- Daniel W. Mills (1838–1904), US-amerikanischer Politiker
- Danny Mills (* 1977), englischer Fußballspieler
- Dave Mills (* 1939), US-amerikanischer Sprinter
- David Mills (Politiker) (1881–1903), kanadischer Politiker und Jurist
- David Mills (Sänger) (* 1929), kanadischer Sänger (Bass)
- David L. Mills (1938–2024), US-amerikanischer Informatiker, Erfinder des Network Time Protocol
- Dave Mills (* 1939), US-amerikanischer Kurzstreckenläufer
- David Mills (Rechtsanwalt) (* 1944), britischer Rechtsanwalt
- David Mills (Fußballspieler) (* 1951), englischer Fußballspieler
- David Mills (Drehbuchautor) (1961–2010), US-amerikanischer Drehbuchautor und Journalist
- David Mills (Schauspieler), Schauspieler
- David Mills (Snookerspieler), walisischer Snookerspieler
- Davis Mills (* 1998), US-amerikanischer American-Football-Spieler
- Derek Mills (* 1972), US-amerikanischer Leichtathlet
- Derrick Mills (* 1974), Fußballspieler von St. Kitts und Nevis
- Donna Mills (* 1940), US-amerikanische Schauspielerin

### E
- Eddie Mills (* 1972), US-amerikanischer Schauspieler
- Edwin Mills (Tauzieher) (1878–1946), britischer Tauzieher, Olympiasieger 1908 und 1920
- Edwin Mills (Wirtschaftswissenschaftler) (1928–2021), US-amerikanischer Wirtschaftswissenschaftler
- Elijah H. Mills (1776–1829), US-amerikanischer Politiker
- Ernest Mills (1913–1972), britischer Radrennfahrer.

### F
- F. J. Mills (Frederick John Mills; 1865–1953), US-amerikanischer Politiker
- Florence Mills (1896–1927), US-amerikanische Sängerin und Tänzerin
- Frank Mills (* 1942), kanadischer Pianist
- Fred Mills (1935–2009), kanadischer Musiker
- Freddie Mills (1919–1965), britischer Boxer

### G
- Gary Mills (* 1961), englischer Fußballspieler
- George Mills (Fußballspieler) (1908–1970), englischer Fußballspieler
- George Mills (Leichtathlet) (* 1999), britischer Mittelstreckenläufer
- George Holroyd Mills (1902–1971), britischer Luftwaffenoffizier
- George Pilkington Mills (1867–1945), britischer Radrennfahrer

- Glen Mills (Leichtathletiktrainer) (* 1949), jamaikanischer Leichtathletiktrainer

### H
- Hannah Mills (* 1988), britische Seglerin
- Harlan Mills (1919–1996), US-amerikanischer Informatiker
- Harvey Mills (* 2002), britischer Sänger
- Hayley Mills (* 1946), britische Schauspielerin
- Heather Mills (* 1968), britisches Model
- Holly Mills (* 2000), britische Weitspringerin und Mehrkämpferin

### I
- Ian Mills (Wasserballspieler) (* 1945), australischer Wasserballspieler
- Ian Mills (Chemiker), Prof. in Reading, Fellow der Royal Society, Spektroskopie
- Ian Mills (Produzent) (* 1969), britischer Fernsehproduzent, Regisseur und Choreograf
- Ian Mills (Skeletonpilot) (* 1981), kanadischer Skeletonpilot
- Irving Mills (1894–1985), US-amerikanischer Musikverleger, Produzent und Sänger

### J
- Jack Mills, Szenenbildner
- Jackie Mills (1922–2010), US-amerikanischer Schlagzeuger, Songwriter und Musikproduzent
- James Mills (Unternehmer) (1847–1936), neuseeländischer Reeder und Politiker
- James Mills (Politiker) (1914–1997), kanadischer Politiker
- James Mills (Autor) (* 1932), US-amerikanischer Journalist, Schriftsteller und Drehbuchautor
- James Henry Mills (1923–1973), US-amerikanischer Soldat
- Janet T. Mills (* 1947), US-amerikanische Anwältin und Politikerin
- Jeff Mills (* 1963), US-amerikanischer Musikproduzent
- Jim Mills (Rugbyspieler) (* 1944), walisischer Rugbyspieler
- Jim Mills (Footballspieler, 1961) (* 1961), kanadisch-amerikanischer American-Football-Spieler
- Jim Mills (Musiker) (1966–2024), US-amerikanischer Banjospieler
- Jim Mills (Footballspieler, 1973) (* 1973), US-amerikanischer American-Football-Spieler
- Joey Mills (* 1998), US-amerikanischer Pornodarsteller
- John Mills (Autor) (1717–1786/1796), britischer Autor
- John Mills (Meuterer) († 1793), schottischer Seemann
- John Mills (Schauspieler) (1908–2005), britischer Schauspieler
- John Mills (Unternehmer) (* 1938), britischer Unternehmer
- John Mills (Schwimmer) (* 1953), britischer Schwimmer
- John Mills (Snookerspieler), walisischer Snookerspieler
- John Mills-Cockell (* 1943), kanadischer Komponist
- John Mills (Cricketspieler, 1789) (1789–1871), britischer Soldat, Politiker und Cricketspieler
- John Mills (Cricketspieler, 1836) (1836–1899), australischer Cricketspieler
- John Mills (Cricketspieler, 1848) (1848–1935), englischer Cricketspieler
- John Mills (Cricketspieler, 1855) (1855–1932), englischer Cricketspieler
- John Mills (Cricketspieler, 1905) (1905–1972), neuseeländischer Cricketspieler
- John Mills (Rugbyspieler) (* 1960), neuseeländischer Rugby-Union-Spieler
- John Atta Mills (1944–2012), ghanaischer Politiker, Präsident 2009 bis 2012
- John Burpee Mills (1850–1913), kanadischer Rechtsanwalt und Politiker
- John Easton Mills (1796–1847), kanadischer Politiker und Bankier
- John Myles-Mills (* 1966), ghanaischer Sprinter
- Joseph Mills (Politiker, 1902) (1902–vor 1962), US-amerikanischer Politiker
- Joseph Mills (Autor) (* 1965), US-amerikanischer Autor
- Joseph Mills (Fußballspieler) (* 1989), englischer Fußballspieler
- Joseph Trotter Mills (1812–1897), US-amerikanischer Jurist und Politiker
- Judson Mills (* 1969), US-amerikanischer Schauspieler
- Juliet Mills (* 1941), britische Schauspielerin
- June Tarpé Mills (1918–1988), amerikanische Comicbuchautorin

### K
- Kerry Mills (1869–1948), US-amerikanischer Komponist und Musikverleger
- Kyle Mills (* 1966), US-amerikanischer Autor

### L
- Leonard Myles-Mills (* 1973), ghanaischer Sprinter
- Les Mills (* 1934), neuseeländischer Diskuswerfer und Kugelstoßer
- Lily Mills (* 2000), britische Tennisspielerin und Behindertensportlerin
- Lincoln Mills (1910–um 1957), US-amerikanischer Jazzmusiker
- Lisa Mills, US-amerikanische Soul-, Gospel- und Bluessängerin
- Lyman A. Mills (1841–1929), US-amerikanischer Politiker

### M
- Ellen Mills Scarbrough (1900–1983), liberianische Politikerin und Pädagogin
- Magnus Mills (* 1954), britischer Schriftsteller
- Mark Muir Mills (1917–1958), US-amerikanischer Kernphysiker
- Mark Mills (Schriftsteller) (* 1963), englischer Schriftsteller
- Mary Mills (Golfspielerin) (* 1940), US-amerikanische Golfspielerin
- Mary Mills (Sängerin) (Mary Elizabeth Mills; * 1964), US-amerikanische Sängerin (Sopran)
- Matt Mills (Reiter) (Matthew Mills; * 1979), US-amerikanischer Westernreiter
- Matt Mills (Fußballspieler) (Matthew Claude Mills; * 1986), englischer Fußballspieler
- Matt Mills (Rennfahrer) (Matthew Mills; * 1996), US-amerikanischer Automobilrennfahrer
- Max-Luca Mills (* 2002), britischer Sänger
- Melissa Mills (* 1973), australische Wasserballspielerin
- Michael Mills (Produzent) (1919–1988), britischer  Produzent
- Michael Mills (Animator) (* 1942), britisch-kanadischer Animator und Produzent
- Michael Mills (Maskenbildner), US-amerikanischer Maskenbildner
- Michael S. L. Mills, Biologe
- Mick Mills (* 1949), englischer Fußballspieler
- Mike Mills (Musiker) (* 1958), amerikanischer Rockmusiker
- Mike Mills (Regisseur) (* 1966), amerikanischer Regisseur
- Minnie Mills (* 2002), US-amerikanische Schauspielerin
- Mort Mills (1919–1993), amerikanischer Schauspieler

### N
- Nadine Mills, britische Schauspielerin
- Natalia Mills (* 1993), panamaische Fußballspielerin
- Newt V. Mills (1899–1996), US-amerikanischer Politiker
- Nigel Mills (* 1974), britischer Politiker
- Noah Mills (* 1983), kanadischer Schauspieler und Model
- Noam Mills (* 1986), israelische Fechterin
- Noel Mills (1944–2004), neuseeländischer Ruderer
- Novlene Williams-Mills (* 1982), jamaikanische Leichtathletin

### O
- Ogden L. Mills (1884–1937), US-amerikanischer Geschäftsmann und Politiker
- Orion Mills (* 2002), Fußballspieler der Amerikanischen Jungferninseln

### P
- Patty Mills (* 1988), australischer Basketballspieler
- Percy Mills, 1. Viscount Mills (1890–1968), britischer Politiker (Conservative Party)
- Peter Mills (* 1988), englischer Badmintonspieler
- Peter Woosnam-Mills, britischer Dokumentarfilmer, Filmregisseur und Filmschaffender
- Phil Mills (* 1963), walisischer Rallye-Copilot
- Phillip Mills (* 1955), neuseeländischer Hürdenläufer und Unternehmer

### R
- Randolph Mills (1923–1976), österreichischer Schriftsteller, siehe Reinhard Federmann
- Red Mills (1926–2011), spanischer Schauspieler, siehe Antonio Molino Rojo
- Reginald Mills (1912–1990), britischer Filmeditor
- Richard Mills (Komponist) (Richard John Mills; * 1949), australischer Komponist und Dirigent
- Richard Charles Mills (1886–1952), australischer Wirtschaftswissenschaftler
- Richard W. Mills (Richard William Mills; * 1938), britischer Soziologe
- Robert Mills (Architekt) (1781–1855), US-amerikanischer Architekt
- Robert Mills (Ruderer) (* 1957), kanadischer Ruderer
- Robert Mills (Snookerspieler), englischer Snookerspieler
- Robert L. Mills (1927–1999), US-amerikanischer Physiker
- Roger Mills (Leichtathlet) (* 1948), britischer Geher
- Roger J. Mills (* 1942), englischer Badmintonspieler
- Roger Q. Mills (1832–1911), US-amerikanischer Politiker
- Ronald Mills (* 1951), US-amerikanischer Schwimmer

### S
- Scott Mills (* 1974), britischer DJ, Showmaster und Schauspieler
- Sherron Mills (1971–2016), US-amerikanischer Basketballspieler
- Shirley Mills (Schauspielerin) (1926–2010), US-amerikanische Schauspielerin
- Shirley Mills (Schachspielerin) (geb. Shirley Mann), walisische Schachspielerin
- Stephanie Mills (* 1957), US-amerikanische Sängerin
- Stephen Keep Mills (* 1947), amerikanischer Schauspieler und Schriftsteller
- Steve Mills (* 1951), englischer Rugby-Union-Spieler
- Susan Tolman Mills (1826–1912), US-amerikanische Missionarin, Pädagogin und Mitbegründerin des Young Ladies Seminary in Benicia

### T
- Terry Mills (Politiker) (* 1957), australischer Politiker
- T. Mills (Travis Tatum Mills; * 1989), US-amerikanischer Sänger
- Thomas Hutton-Mills Senior (1865–1931), ghanaischer Politiker
- Thomas Hutton-Mills Junior (1894–1959), ghanaischer Politiker
- Tymal Mills (* 1992), englischer Cricketspieler

### V
- Verna Mills, Diplomatin von St. Kitts und Nevis
- Victor Mills (1897–1997), US-amerikanischer Ingenieur
- Vurlon Mills (* 1990), guyanischer Fußballspieler

### W
- Wayne Mills († 2013), US-amerikanischer Country-Musiker
- Wilbur Daigh Mills (1909–1992), US-amerikanischer Politiker
- William Mills (Steinmetz), britischer Steinmetz
- William Hobson Mills (1873–1959), englischer Chemiker
- William J. Mills (1849–1915), US-amerikanischer Politiker
- William Oswald Mills (1924–1973), US-amerikanischer Politiker